# Văn hóa New Zealand

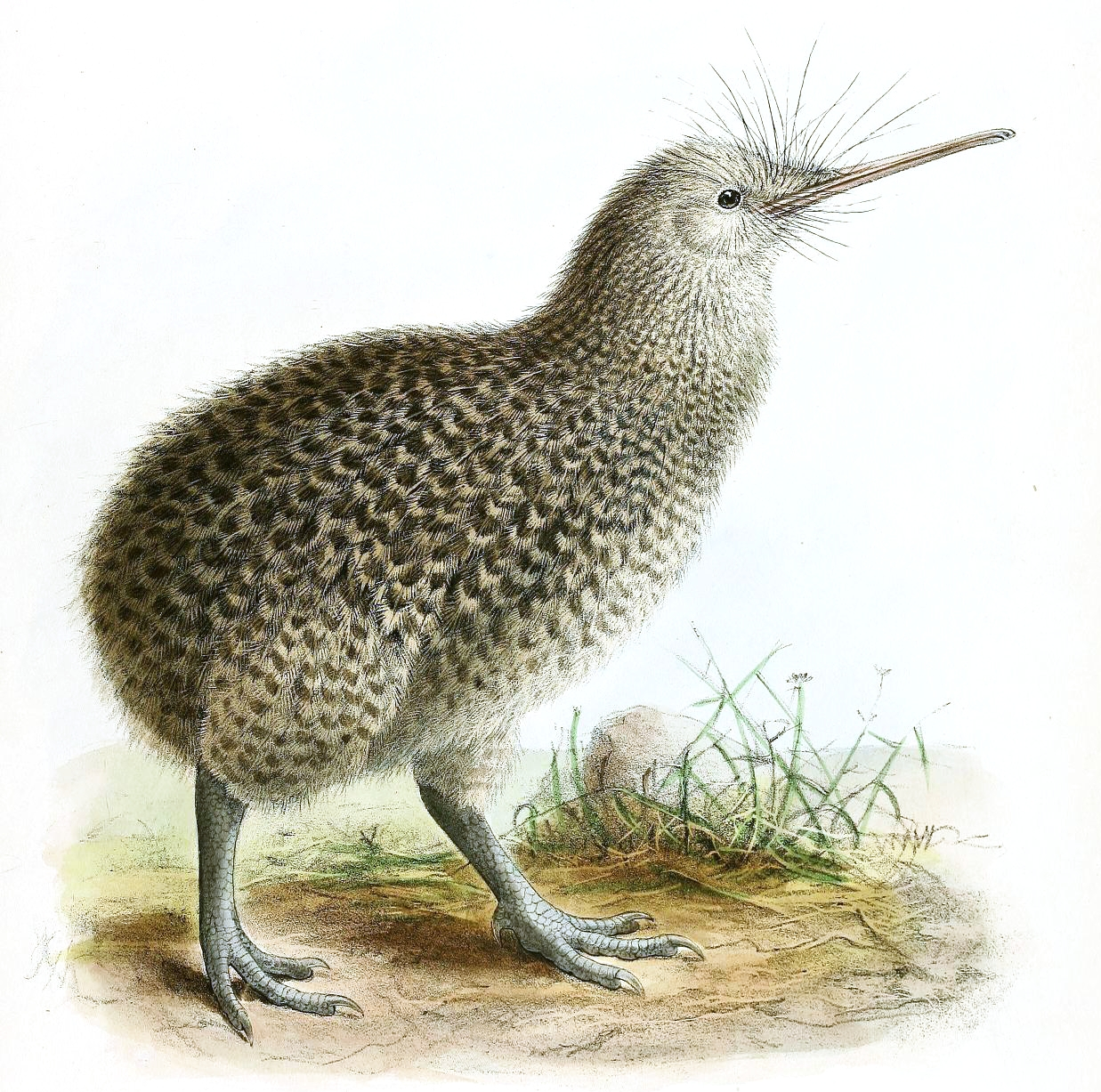
Chim kiwi được xem là biểu tượng của New Zealand.

Văn hóa New Zealand mang hơi hướng văn hóa phương Tây nhưng lại chịu ảnh hưởng của môi trường đặc thù và sự cô lập địa lý của quốc đảo này, cũng như văn hóa của người Maori bản địa và các làn sóng di cư theo sau công cuộc thuộc địa hóa New Zealand của nước Anh.
Người Polynesia đã đến quần đảo này khoảng năm 1250 đến 1300 sau Công nguyên. Qua nhiều thế kỷ mở rộng và ổn định, nền văn hóa Maori được phát triển từ gốc Polynesia của mình. Người Maori thành lập bộ tộc riêng, xây dựng các ngôi làng (Pā) chắc chắn, săn bắn và câu cá, trao đổi hàng hóa, phát triển nông nghiệp, nghệ thuật và vũ khí, và mang trong mình một lịch sử riêng. Người châu Âu bắt đầu có giao thiệp từ những năm 1800, và rồi di dân Anh đến càng lúc càng nhiều và nhanh chóng, nhất là từ năm 1855. Thực dân đã gây ảnh hưởng lớn đến người Māori, mang theo thiên chúa Giáo, các công nghệ tiên tiến, ngôn ngữ tiếng anh, toán và chữ cái. Vào năm 1840 người Māori đã ký Hiệp ước Waitangi, cho phép các bộ lạc có thể sống hòa bình với thực dân. Tuy nhiên, sau một vài sự cố, chiến tranh New Zealand đã nổ ra vào năm 1845, kết quả là người Māori bị mất đất, một phần là do bị tịch thu, nhưng chủ yếu là do bán đất tràn lan. Người Māori vẫn giữ được bản sắc của họ, chủ yếu là do họ lựa chọn cách sống lánh xa những người định cư và tiếp tục nói và viết tiếng Māori. Do làn sóng di cư lớn từ Anh, đồng thời người Maori lại có tỷ lệ tử vong cao và tuổi thọ của phụ nữ Maori lại thấp, nên dân số người bản địa liên tục giảm mạnh vào khoảng năm 1850 đến năm 1930, và dần trở thành một dân tộc thiểu số.
Người New Zealand gốc Âu (Pākehā), mặc dù sống xa châu Âu, nhưng lại có quan hệ văn hóa chặt chẽ với "Mẫu quốc Anh". Các mối liên kết này đã suy yếu nhiều do sự sụp đổ của Đế quốc Anh và mất nguồn cung cấp thịt và sữa từ thị trường Anh. Các Pākehā bắt đầu tự xây dựng văn hóa đặc thù của mình thông qua lịch sử khai phá, đời sống nông thôn và môi trường của New Zealand. Văn hóa Pākehā trở nên phổ biến hơn sau nội chiến với người Māori, rồi sau nhiều nỗ lực chính trị, kết hợp đa văn hóa và Hiệp Ước Waitangi, nó đã thành một phần của chương trình văn hóa trường học từ cuối thế kỷ 20, thúc đẩy sự hiểu nhau giữa người Māori và Pākehā.
Gần đây, văn hóa New Zealand cũng chịu ảnh hưởng toàn cầu hơn do các di dân đến từ các đảo Thái Bình Dương, Đông Á và Nam Á. Các văn hóa dân Polynesia (không phải Māori) là minh chững rõ ràng nhất, với Pasifika là lễ hội lớn nhất thế giới của dân Polynesia, hiện là một lễ hội hàng năm tại Auckland.
New Zealand có hai ngày lễ tưởng niệm cấp quốc gia, là ngày Waitangi và ngày ANZAC, và nhiều ngày lễ kỷ niệm thành lập từ vùng. New Zealand có hai bài quốc ca được coi trọng ngang nhau là: "God Save the Queen" và "God Defend New Zealand"— có thể được hát bằng tiếng Māori và tiếng Anh. Để giảm sự chia rẽ dân tộc nhiều người tự gọi mình là người New Zealand hoặc người Kiwi.

## Trích dẫn
1. ↑  "Past tense".
2. ↑  "Government and nation – National holidays". Te Ara: The Encyclopedia of New Zealand. ngày 3 tháng 3 năm 2009. Bản gốc lưu trữ ngày 26 tháng 12 năm 2018. Truy cập ngày 16 tháng 2 năm 2010.
3. ↑  "God Save the Queen" is also an official anthem but is rarely sung
4. ↑  "Government and nation – National anthems". Te Ara: The Encyclopedia of New Zealand. ngày 3 tháng 3 năm 2009. Bản gốc lưu trữ ngày 26 tháng 12 năm 2018. Truy cập ngày 16 tháng 2 năm 2010.